# Jo Nesbø
Jo Nesbø (Oslo, 29 maart 1960) is een Noors popmuzikant bij de in eigen land zeer bekende band Di Derre, en schrijver van misdaadverhalen en kinderboeken. Het hoofdpersonage van zijn verhalen is de aan drank verslaafde detective Harry Hole.
Nesbø heeft economie gestudeerd aan de Norges Handelshøyskole in Bergen. In zijn jeugd speelde hij samen met zijn jongere broer Knut, betaald voetbal voor Molde FK. Problemen met zijn kruisbanden in beide knieën maakte een voortijdig einde aan een profcarrière. 
Nesbø ontving de Rivertonprisen, een jaarlijkse prijs voor de beste literaire thriller in Noorwegen en de Glazen Sleutel, een jaarlijkse prijs voor de beste literaire thriller in Scandinavië voor zijn boek Vleermuisman.

## Bestseller 60
| Boeken met noteringen in de Nederlandse Bestseller 60 | Jaar van verschijnen | Datum van binnenkomst | Hoogste positie | Aantal weken | Opmerkingen |
| ----------------------------------------------------- | -------------------- | --------------------- | --------------- | ------------ | ----------- |
| De roodborst                                          | 2008                 | 16-01-2008            | 5               | 12           |             |
| Dodelijk patroon                                      | 2009                 | 26-08-2009            | 33              | 3            |             |
| Nemesis                                               | 2010                 | 19-05-2010            | 38              | 4            |             |
| De sneeuwman                                          | 2010                 | 08-09-2010            | 31              | 4            |             |
| Het pantserhart                                       | 2010                 | 15-12-2010            | 53              | 3            |             |
| De vleermuisman                                       | 2011                 | 08-06-2011            | 16              | 24           |             |
| De schim                                              | 2011                 | 30-11-2011            | 17              | 20           |             |
| De kakkerlak                                          | 2012                 | 10-10-2012            | 22              | 6            |             |
| Politie                                               | 2013                 | 12-06-2013            | 9               | 18           |             |
| De zoon                                               | 2014                 | 17-09-2014            | 1(2wk)          | 18           |             |
| Bloed op sneeuw                                       | 2015                 | 09-09-2015            | 24              | 4            |             |
| Middernachtzon                                        | 2016                 | 17-02-2016            | 16              | 6            |             |
| De dorst                                              | 2017                 | 14-06-2017            | 1(1wk)          | 17           |             |
| Macbeth                                               | 2018                 | 18-04-2018            | 8               | 17           |             |
| Het mes                                               | 2019                 | 19-06-2019            | 4               | 15           |             |
| Koninkrijk                                            | 2021                 | 09-06-2021            | 4               | 16           |             |
| Rateiland                                             | 2022                 | 01-06-2022            | 9               | 11           |             |
| Bloedmaan                                             | 2023                 | 03-05-2023            | 5               | 19           |             |
| Het nachthuis                                         | 2024                 | 12-06-2024            | 29              | 5            |             |
| Koning van Os                                         | 2024                 | 23-10-2024            | 32              | 7            |             |

## Verfilmingen
- 2011: Hodejegerne, gebaseerd op de gelijknamige roman uit 2008
- 2017: The Snowman, gebaseerd op de gelijknamige roman uit 2010
- 2022: The Hanging Sun, gebaseerd op de roman Mere blod uit 2015

- Bibsys: 90356569
- Biblioteca Nacional de Chile: 000801741
- Biblioteca Nacional de España: XX4844125
- Bibliothèque nationale de France: cb13533676p (data)
- Catàleg d'autoritats de noms i títols de Catalunya: 981058527451306706
- CiNii: DA17413865
- Gemeinsame Normdatei: 120887657
- International Standard Name Identifier: 0000 0001 2130 5231
- Library of Congress Control Number: n2002049296
- Nationale Bibliotheek van Letland: 000021398
- MusicBrainz: b4c690d5-9854-4bee-91c4-cee9098e808d
- Bibliotheek van het Japanse parlement: 01156324
- Nationale Bibliotheek van Tsjechië: xx0037547
- Nationale bibliotheek van Australië: 50069095
- Nationale Bibliotheek van Israël: 987007311348705171
- Nationale Bibliotheek van Polen: a0000002890421
- Nationale en Universitaire bibliotheek Zagreb: 000550835
- Nederlandse Thesaurus van Auteursnamen: 197624960
- Réseau des bibliothèques de Suisse occidentale: 02-A009158215
- Istituto Centrale per il Catalogo Unico: UBOV810465
- LIBRIS: 335416
- Système universitaire de documentation: 075885980
- Trove: 1501309
- Virtual International Authority File: 44460209
- WorldCat: E39PBJc3DqKDxm8jk3696ybw4q